# Memorial aos Judeus Mortos da Europa

O Memorial aos Judeus Mortos da Europa (em alemão: Denkmal für die ermordeten Juden Europas), também conhecido por Memorial do Holocausto (alemão: Holocaust-Mahnmal), é um memorial em Berlim para vítimas judias do Holocausto, projetado pelo arquiteto Peter Eisenman e engenheiros do Buro Happold. Consiste de uma área de 19 000 metros quadrados (4,7 acres) coberta com 2.711 blocos de concreto ou estelas, parecendo com um campo ondulado de pedras. Os blocos são de 2,38m (7,8') de comprimento por 0,95m (3' 1,5") de largura e altura variada desde 0,2m até  4,8m (de 8" a 15'9"). De acordo com o texto do projeto de Eisenman, os blocos são desenhados para produzir uma intranqüilidade, um clima de confusão e a escultura toda ajuda a representar um sistema supostamente ordenado e que perdeu o contato com a razão humana. Uma cópia de 2005 de um panfleto turístico oficial inglês da Fundação para o Memorial, porém, afirma que o projeto representa uma aproximação radical ao conceito tradicional de um memorial, em parte porque Eisenman não usou nenhum simbolismo. Um anexo subterrâneo "Local de Informação" (em alemão: Ort der Information) guarda os nomes de todas as vítimas judias conhecidas do Holocausto, conseguidos através do museu israelense Yad Vashem.

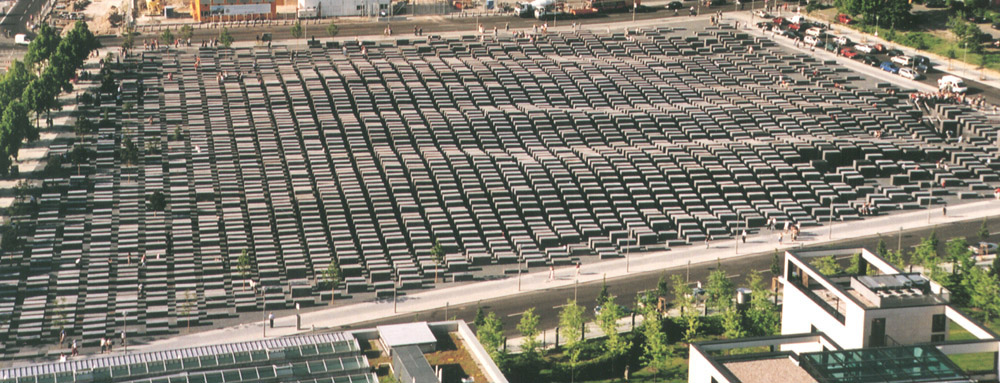
Vista aérea do local do Memorial

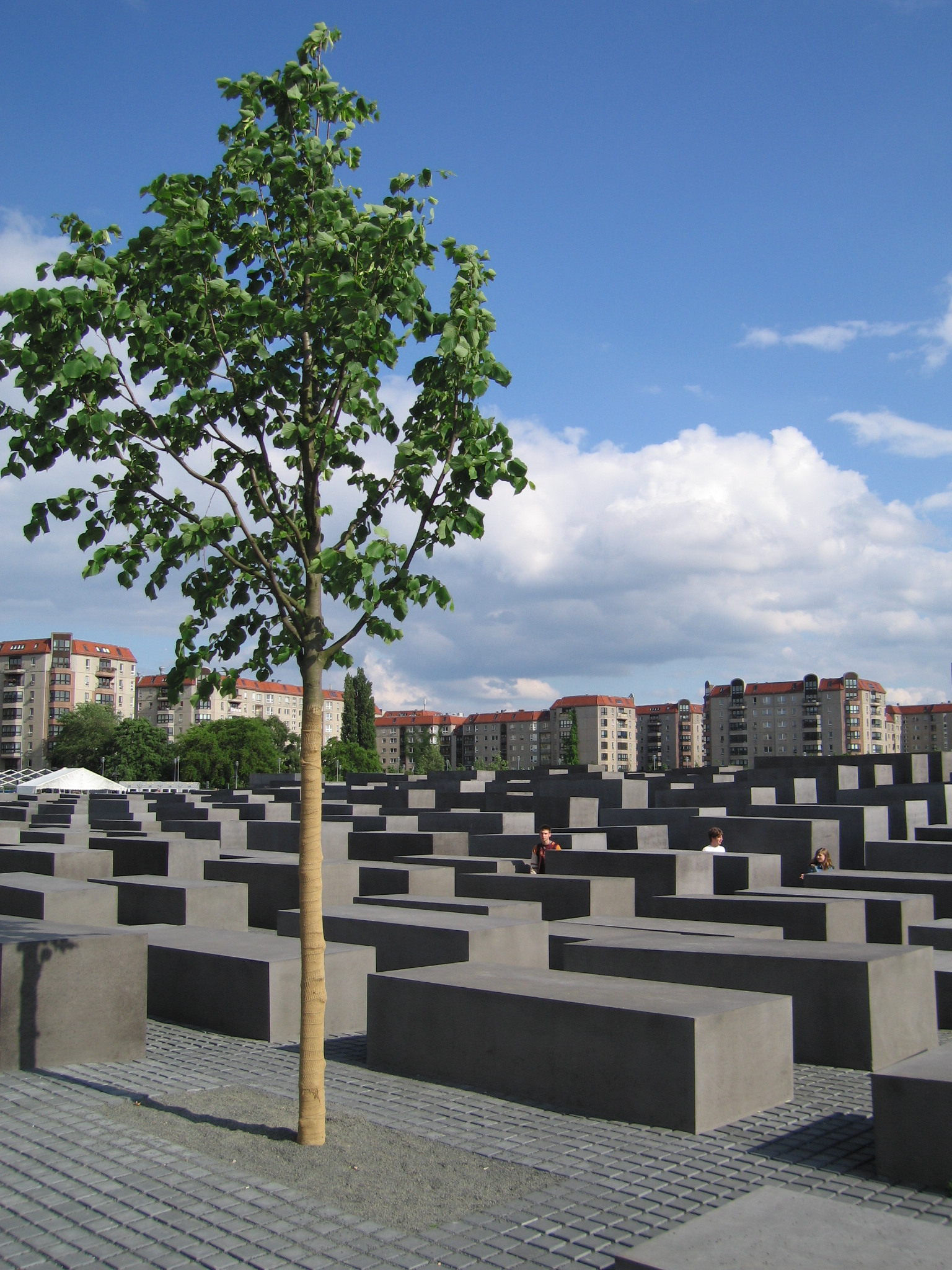
Visitantes caminhando entre as estelas

A construção do memorial teve início em 1 de abril de 2003 e foi concluída em 15 de dezembro de 2004. Foi inaugurado em 10 de maio de 2005 e aberto ao público em 12 de maio do mesmo ano. Está localizado a uma quadra ao sul do Portão de Brandemburgo, perto da Potsdamer Platz, numa distância que pode ser vista do parlamento federal alemão. O custo da construção foi aproximadamente de €25 milhões.